# Servitù militare
La servitù militare è un istituto della legge italiana che prevede la limitazione del diritto di proprietà e d'impresa nelle zone limitrofe a installazioni di interesse militare, ed è disciplinato dal Titolo VI, Capo I, del decreto legislativo 15 marzo 2010 n. 66. Lo stato di servitù può, ad esempio, imporre il divieto di costruire edifici entro una certa distanza da un deposito di munizioni o, comunque, oltre una determinata altezza, o disporre lo sgombero di terreni e abitazioni in concomitanza con operazioni di esercitazione militare. In ogni caso, i soggetti sottoposti a limitazione, che possono essere sia privati, sia enti pubblici, hanno diritto ad un indennizzo.
Nonostante il preciso significato giuridico del termine, è comunemente usato nel linguaggio colloquiale e giornalistico per indicare la complessiva presenza militare sul territorio e i gravami conseguenti, sebbene solo in parte riconducibili a servitù militari vere e proprie.
In Italia, la maggior parte delle servitù militari insiste su due sole regioni: la Sardegna e il Friuli-Venezia Giulia.